# جسیکا کیپر
جسیکا کیپر (به انگلیسی: Jessica Kiper) (زاده ۲۲ فوریه ۱۹۷۹) بازیگر، خواننده، مدل آمریکایی است.
از کارهای معروف او می‌توان به بازی در فیلم سکس و مرگ ۱۰۱ اشاره کرد.